# The Sailor not the Sea
Albums de Ozark Henry
Birthmarks
(2001) The Soft Machine
(2006)
The Sailor not the Sea est le 4e album studio produit par le chanteur Ozark Henry (nom d'artiste de Piet Goddaer), sorti en 2004. Cet album a été gratifié d'un disque d'or en Belgique (25 000 exemplaires).

## Titres
1. "La Donna è Mobile" – 5:43
2. "Indian Summer"  – 3:47
3. "Jocelyn, It's Crazy We ain't Sixteen Anymore" – 5:39
4. "Give Yourself a Chance With Me" – 4:12
5. "Vespertine" – 4:46
6. "At Sea" – 5:12
7. "Free Haven" – 4:42
8. "The Sailor not the Sea" – 6:18
9. "Cry" – 5:32
10. "April 4" – 5:02